# Liste der Biografien/Grm
Liste der Biografien |
Portal Biografien |
Personensuche
# |
A |
B |
C |
D |
E |
F |
G |
H |
I |
J |
K |
L |
M |
N |
O |
P |
Q |
R |
S |
T |
U |
V |
W |
X |
Y |
Z |
?
 
Ga |
Gb |
Gc |
Gd |
Ge |
Gf |
Gh |
Gi |
Gj |
Gk |
Gl |
Gm |
Gn |
Go |
Gp |
Gq |
Gr |
Gs |
Gu |
Gv |
Gw |
Gy |
Gz
 
Gra |
Grb–Grd |
Gre |
Grg |
Gri |
Grj |
Grk |
Grl |
Grm |
Gro |
Grs |
Gru |
Gry |
Grz
Die Liste der Biografien führt alle Personen auf, die in der deutschsprachigen Wikipedia einen Artikel haben. Dieses ist eine Teilliste mit 8 Einträgen von Personen, deren Namen mit den Buchstaben „Grm“ beginnt.

## Grm
- Grm, Daša (* 1991), slowenische Eiskunstläuferin (Einzellauf)

### Grma
- Grman, Mário (* 1997), slowakischer Eishockeyspieler
- Grman, Michal (* 1982), slowakischer Eishockeyspieler
- Grman, Milan (* 1969), tschechoslowakischer Tischtennisspieler
- Grmay, Tsgabu (* 1991), äthiopischer Straßenradrennfahrer

### Grme
- Grmek, Mirko D. (1924–2000), französisch-kroatischer Medizinhistoriker, Pionier und Begründer der Medizingeschichte

### Grmi
- Grmič, Vekoslav (1923–2005), jugoslawischer bzw. slowenischer Geistlicher und Weihbischof in Maribor

### Grmo
- Grmoja, Nikola (* 1981), kroatischer Politiker (Most nezavisnih list), MOST